# Pepijn Kennis
 Pepijn Kennis  (Leuven, 29 april 1988) is een Belgisch politicus voor de burgerbeweging Agora.

## Biografie
Kennis studeerde in 2011 af in de sociologie en in 2012 in de stadsontwikkeling aan de Vrije Universiteit Brussel en volgde tussen 2012 en 2014 bijkomende opleidingen in de stadsontwikkeling aan de ULB en de universiteiten  Kopenhagen, Wenen en Madrid.
Van 2011 tot 2012 was hij stafmedewerker onderzoek en welzijn in het Steunpunt Jeugd. In 2012 begon Kennis als vrijwilliger bij Toestand vzw, een organisatie die zich bezighoudt met het omvormen van leegstaande gebouwen tot een tijdelijke verblijfplaats voor socio-culturele projecten. Van 2014 tot 2019 was hij er coördinator. Ook werd hij lid en bestuurder van de Belgische milieuorganisatie Bral, het kunstgezelschap Koekelbergse Alliantie van Knutselaars (K.A.K.), projecthouder Growfunding en gidsorganisatie Brukselbinnenstebuiten.
Bij de Brusselse gewestverkiezingen van mei 2019 werd hij voor het burgerplatform Agora in de Nederlandstalige taalgroep verkozen met 573 voorkeurstemmen. In het Brussels Hoofdstedelijk Parlement ijverde hij voor de oprichting van een burgerassemblee van 89 gelote Brusselaars en legde hij zich toe op huisvesting en openbaar bestuur. Bij de Brusselse gewestverkiezingen van juni 2024 was hij niet langer kandidaat. 